# Grand Prix Cycliste de Québec
Grand Prix Cycliste de Québec je jednodenní profesionální cyklistický závod konaný v Québecu v Kanadě. První ročník se konal 10. září 2010 jako předposlední závod UCI ProTour 2010.
Grand Prix Cycliste de Québec a Grand Prix Cycliste de Montréal (konaný o 2 dny později) se společně nazývají "Laurentské klasiky". V roce 2014 se Simon Gerrans stal prvním jezdcem, který dosáhl "Laurentského doublu" díky vítězství jak v Montréalu, tak v Québecu v ten samý rok. V roce 2018 se Michael Matthews stal dalším držitelem tohoto doublu.

## Trasa
Grand Prix Cycliste de Québec není obvyklým jednodenním závodem spojujícím dvě místa, ale okruhovým závodem. Jezdci musí překonat 11 na okruhu dlouhém 18,1 kilometrů. Každé kolo obsahuje 4 stoupání, která jsou hned po sobě: Côte de la Montagne (délka 375 m s průměrným sklonem 10 %), Côte de la Potasse (délka 420 m s průměrným sklonem 9 %), Montée de la Fabrique (délka 190 m s průměrným sklonem 7%) a Montée du Fort (délka 1 km s průměrným sklonem 4 %). Na vrcholu posledního jmenovaného stoupání je umístěn i cíl. 
V ročníku 2014 byla trasa pozměněna kvůli stavebním pracím na Côte Gilmour.

## Vítězové
| Ročník    | Země                                   | Vítěz                                  | Tým                                    |
| --------- | -------------------------------------- | -------------------------------------- | -------------------------------------- |
| 2010      | Francie                                | Thomas Voeckler                        | Bbox Bouygues Télécom                  |
| 2011      | Belgie                                 | Philippe Gilbert                       | Omega Pharma–Lotto                     |
| 2012      | Austrálie                              | Simon Gerrans                          | Orica–GreenEDGE                        |
| 2013      | Nizozemsko                             | Robert Gesink                          | Belkin Pro Cycling                     |
| 2014      | Austrálie                              | Simon Gerrans                          | Orica–GreenEDGE                        |
| 2015      | Kolumbie                               | Rigoberto Uran                         | Etixx–Quick-Step                       |
| 2016      | Slovensko                              | Peter Sagan                            | Tinkoff                                |
| 2017      | Slovensko                              | Peter Sagan                            | Bora–Hansgrohe                         |
| 2018      | Austrálie                              | Michael Matthews                       | Team Sunweb                            |
| 2019      | Austrálie                              | Michael Matthews                       | Team Sunweb                            |
| 2020–2021 | Závod zrušen kvůli pandemii covidu-19. | Závod zrušen kvůli pandemii covidu-19. | Závod zrušen kvůli pandemii covidu-19. |
| 2022      | Francie                                | Benoît Cosnefroy                       | AG2R Citroën Team                      |
| 2023      | Belgie                                 | Arnaud De Lie                          | Lotto–Dstny                            |

### Vícenásobní vítězové
Jezdci psaní kurzívou jsou stále aktivní
| Vítězství | Jezdec                 | Ročníky    |
| --------- | ---------------------- | ---------- |
| 2         | Simon Gerrans (AUS)    | 2012, 2014 |
| 2         | Peter Sagan (SVK)      | 2016, 2017 |
| 2         | Michael Matthews (AUS) | 2018, 2019 |

### Vítězství dle zemí
| Vítězství | Země                     |
| --------- | ------------------------ |
| 4         | Austrálie                |
| 2         | Slovensko Francie Belgie |
| 1         | Kolumbie Nizozemsko      |